# Dubai Challenge Cup
La Dubaï Challenge Cup  (également connue sous le nom de Dubaï Football Challenge) est une compétition amicale de football qui oppose deux à quatre équipes ayant pour partenaire publicitaire la compagnie aérienne Fly Emirates[réf. nécessaire].

## Historique

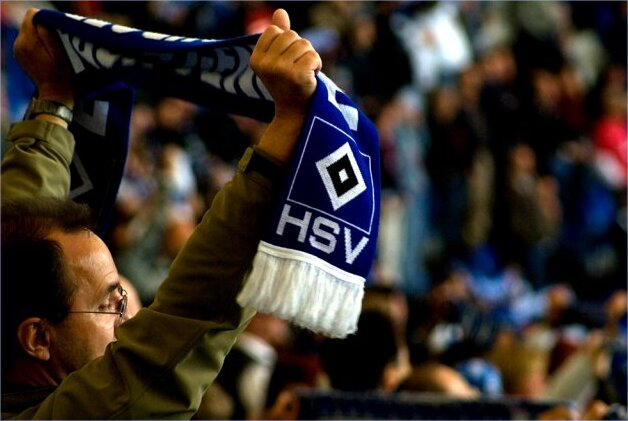
Supporter soutenant le Hambourg SV.

Le tournoi est fondé par Mohammed Bin Rashed et l'équipe des Émirats arabes unis. La première édition a eu lieu le 9 janvier 2007 et elle est remportée par le club allemand du Hambourg SV.
Aucun club ou équipe nationale des Émirats arabes unis n'a gagné la Dubaï Challenge Cup. Pourtant, la ville de Dubaï reçoit la compétition amicale internationale depuis sa création en 2007.
L'AC Milan est le club le plus titré, devant le Hambourg SV.

## Règlement

### Règlement de 2007 à 2008

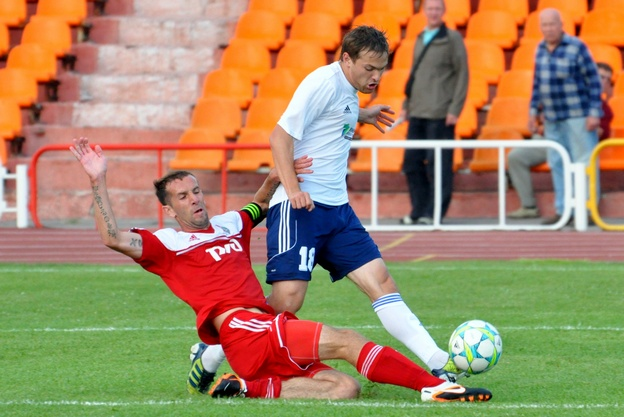
Défenseur (Joueur en rouge) taclant un attaquant (joueur en blanc) lors d'un match de Football.

Deux équipes nationales affrontaient deux clubs internationaux ayant pour partenaire publicitaire l'entreprise Fly Emirates[réf. nécessaire]. Les équipes nationales jouent deux matches contre les clubs mais ne s’affrontent pas entre elles. Les clubs jouent deux matches contre les équipes nationales mais ne s’affrontent pas entre eux. Toutes les règles internationales de la FIFA sont respectées dans cette compétition comme les penaltys ou les coups francs.
Le Soulier d'or est le meilleur joueur du match sont deux titres distincts, le meilleur joueur du match est le Joueur qui a produit la meilleure performance du match alors que le Soulier d'Or est le meilleur joueur de l'année correspondant à la compétition. le Soulier d'Or est élu avant l'affrontement alors que le meilleur Joueur du match est élu à l'issue du match.

### Règlement depuis 2009
Deux équipes soit originaire du monde arabe, soit ayant pour partenaire publicitaire l'entreprise Fly Emirates[réf. nécessaire] s'affronte durant un seul match de 90 min (Prolongation et tir au But ajouté en cas d'égalité). Le vainqueur de ce match remporte le titre de Champion de la Dubaï Challenge Cup.
Comme en 2007-2008, toutes les règles internationales de la FIFA sont respectées dans cette compétition comme les penaltys ou les coups francs. Le Soulier d'or est le Meilleur joueur du match sont deux titres distincts, le meilleur joueur du match est le joueur qui a produit la meilleure performance du match alors que le Soulier d'Or est le meilleur joueur de l'année correspondant à la compétition. Le Soulier d'Or est élu avant l'affrontement alors que le Meilleur Joueur du match est élu à l'issue du match.
Le match se joue en deux périodes de 45 minutes chacune. Les fautes sont sanctionnées comme dans un match normal de football de façon à lutter contre l'antijeu : il s'agit de manière générale de toutes les brutalités ou actes d'antijeu exercés contre un adversaire.

## Édition 2007
La Dubai Challenge Cup 2007 se joue en janvier 2007 à quatre équipes : Émirats arabes unis, Iran, Hambourg et VfB Stuttgart.

### Phase de poules
| Équipes             | J | V | N | D | Bp | Bc | Diff | Pts |
| ------------------- | - | - | - | - | -- | -- | ---- | --- |
| Hambourg            | 2 | 2 | 0 | 0 | 3  | 0  | +2   | 6   |
| Iran                | 2 | 1 | 0 | 1 | 2  | 0  | 0    | 3   |
| Émirats arabes unis | 2 | 1 | 0 | 1 | 2  | 0  | 0    | 3   |
| Stuttgart           | 2 | 0 | 0 | 2 | 1  | 0  | -2   | 0   |

### Matchs de poules
| 9 janvier 2007 | Émirats arabes unis | 2–1 | Stuttgart | Al-Rashid Stadium, Dubai                           |                                                    |
|                | Omar · Matar        |     | Gómez     | Spectateurs : 12 000 Arbitrage : Muhammad Abdullah | Spectateurs : 12 000 Arbitrage : Muhammad Abdullah |
|                | Rapport             |     |           | Spectateurs : 12 000 Arbitrage : Muhammad Abdullah | Spectateurs : 12 000 Arbitrage : Muhammad Abdullah |

| 9 janvier 2007 | Hambourg          | 2–1 | Iran    | Al-Rashid Stadium, Dubai                           |                                                    |
|                | Guerrero · Besart |     | Khatibi | Spectateurs : 12 000 Arbitrage : Muhammad Abdullah | Spectateurs : 12 000 Arbitrage : Muhammad Abdullah |
|                | Rapport           |     |         | Spectateurs : 12 000 Arbitrage : Muhammad Abdullah | Spectateurs : 12 000 Arbitrage : Muhammad Abdullah |

| 11 janvier 2007 | Iran       | 1–0 | Stuttgart | Al-Rashid Stadium, Dubai                           |                                                    |
|                 | Rajabzadeh |     |           | Spectateurs : 12 000 Arbitrage : Muhammad Abdullah | Spectateurs : 12 000 Arbitrage : Muhammad Abdullah |
|                 | Rapport    |     |           | Spectateurs : 12 000 Arbitrage : Muhammad Abdullah | Spectateurs : 12 000 Arbitrage : Muhammad Abdullah |

| 11 janvier 2007 | Émirats arabes unis | 0–1 | Hambourg | Al-Rashid Stadium, Dubai                           |                                                    |
|                 |                     |     | Benjamin | Spectateurs : 12 000 Arbitrage : Muhammad Abdullah | Spectateurs : 12 000 Arbitrage : Muhammad Abdullah |
|                 | Rapport             |     |          | Spectateurs : 12 000 Arbitrage : Muhammad Abdullah | Spectateurs : 12 000 Arbitrage : Muhammad Abdullah |

### Champion
| Dubai Challenge Cup Vainqueur 2007 |
| ---------------------------------- |
| Hambourg Premier titre             |

## Édition 2008
La Dubai Challenge Cup 2008 se joue de novembre à décembre 2008 à quatre équipes : les Émirats arabes unis, la Chine, Hambourg et Vasco da Gama.

### Phase de poule
| Équipes             | J | V | N | D | Bp | Bc | Diff | Pts |
| ------------------- | - | - | - | - | -- | -- | ---- | --- |
| Hambourg            | 2 | 2 | 0 | 0 | 6  | 0  | +5   | 6   |
| Vasco da Gama       | 2 | 1 | 0 | 1 | 2  | 1  | 0    | 3   |
| Émirats arabes unis | 2 | 0 | 1 | 1 | 0  | 0  | -1   | 1   |
| Chine               | 2 | 0 | 1 | 1 | 0  | 0  | -4   | 1   |

### Matchs de poule
| 10 janvier 2008 | Hambourg                  | 2–1 | Vasco da Gama       | Al-Rashid Stadium, Dubai                           |                                                    |
|                 | Jarolím 28e · De Jong 69e |     | Mathijsen 33e (csc) | Spectateurs : 12 000 Arbitrage : Muhammad Abdullah | Spectateurs : 12 000 Arbitrage : Muhammad Abdullah |
|                 | Rapport                   |     |                     | Spectateurs : 12 000 Arbitrage : Muhammad Abdullah | Spectateurs : 12 000 Arbitrage : Muhammad Abdullah |

| 10 janvier 2008 | Émirats arabes unis | 0–0 | Chine | Al-Rashid Stadium, Dubai                           |
|                 |                     |     |       | Spectateurs : 12 000 Arbitrage : Muhammad Abdullah |
|                 | Rapport             |     |       |                                                    |

| 12 janvier 2008 | Hambourg                                            | 4–0 | Chine | Al-Rashid Stadium, Dubai                           |                                                    |
|                 | Van der Vaart 44e 53e · Castelen 58e · Guerrero 75e |     |       | Spectateurs : 12 000 Arbitrage : Muhammad Abdullah | Spectateurs : 12 000 Arbitrage : Muhammad Abdullah |
|                 | Rapport                                             |     |       | Spectateurs : 12 000 Arbitrage : Muhammad Abdullah | Spectateurs : 12 000 Arbitrage : Muhammad Abdullah |

| 12 janvier 2008 | Vasco da Gama   | 1–0 | Émirats arabes unis | Al-Rashid Stadium, Dubai                           |                                                    |
|                 | Alan Kardec 79e |     |                     | Spectateurs : 12 000 Arbitrage : Muhammad Abdullah | Spectateurs : 12 000 Arbitrage : Muhammad Abdullah |
|                 | Rapport         |     |                     | Spectateurs : 12 000 Arbitrage : Muhammad Abdullah | Spectateurs : 12 000 Arbitrage : Muhammad Abdullah |

### Champion
| Vainqueur de la Dubaï Challenge Cup 2008 |
| ---------------------------------------- |
| Hambourg SV Second titre                 |

## Édition 2009
La Dubaï Challenge Cup 2009 se joue le 1er janvier 2009 sur un match, opposant le Hambourg SV et l'AC Milan.

### Match
|  |  |  |  |

|  |  |  |  |

|  |  |  |  |

|  |  |  |  |

### Champion
| Vainqueur de la Dubaï Challenge Cup 2009 |
| ---------------------------------------- |
| AC Milan Premier titre                   |

## Édition 2011
La Dubaï Challenge Cup 2011 se joue le 2 janvier 2011 sur un match, entre Al Ahli et l'AC Milan.

### Match
|  |  |  |  |

|  |  |  |  |

|  |  |  |  |

|  |  |  |  |

### Champion
| Vainqueur de la Dubaï Challenge Cup 2011 |
| ---------------------------------------- |
| AC Milan Second titre                    |

## Édition 2012
La Dubaï Challenge Cup 2012 se joue le 4 janvier 2012 sur un match, entre l'AC Milan et le Paris Saint-Germain.

### Match
|  |  |  |  |

|  |  |  |  |

|  |  |  |  |

|  |  |  |  |

### Champion
| Vainqueur de la Dubaï Challenge Cup 2012 |
| ---------------------------------------- |
| AC Milan 3e titre                        |

## Édition 2014
La Dubaï Challenge Cup 2014 se joue le 30 décembre 2014 sur un match, entre le Real Madrid et l'AC Milan. Cette victoire du Milan a mis fin a une série de 22 victoires consécutives pour le Real Madrid et a remis sur pied le club lombard qui enchainait les défaites.

### Match
|  |  |  |  |

|  |  |  |  |

|  |  |  |  |

|  |  |  |  |

### Champion
| Vainqueur de la Dubaï Challenge Cup 2014 |
| ---------------------------------------- |
| AC Milan 4e titre                        |

## Palmarès par club
| Année                    | Vainqueur   | Pays      |
| ------------------------ | ----------- | --------- |
| 2007                     | Hambourg SV | Allemagne |
| 2008                     | Hambourg SV | Allemagne |
| 2009                     | AC Milan    | Italie    |
| 2010                     | AC Milan    | Italie    |
| 2011                     | AC Milan    | Italie    |
| Non tenue de 2012 à 2014 |             |           |
| 2014                     | AC Milan    | Italie    |
| 2015                     | -           | -         |

| Rang | Club                | Victoires (éditions)                | Deuxièmes places | Victoires (matchs) | Défaites (matchs) |
| ---- | ------------------- | ----------------------------------- | ---------------- | ------------------ | ----------------- |
| 1    | AC Milan            | 4 titres : 2009, 2010, 2011 et 2014 | 0                | 4                  | 0                 |
| 2    | Hambourg SV         | 2 titres : 2007 et 2008             | 1                | 4                  | 1                 |
| 3    | Iran                | 0                                   | 1                | 1                  | 1                 |
| -    | Paris Saint-Germain | 0                                   | 1                | 0                  | 1                 |
| -    | Real Madrid         | 0                                   | 1                | 0                  | 1                 |
| -    | Al-Ahli             | 0                                   | 1                | 0                  | 1                 |
| -    | Vasco de Gama       | 0                                   | 1                | 1                  | 1                 |

## Palmarès par Nation
L'Italie est le pays le plus titré de l'histoire de la Dubaï Challenge Cup grâce aux quatre victoires de l'AC Milan en 2009, 2010, 2011 et 2014. En deuxième place, se retrouve l'Allemagne grâce aux deux trophées soulevé par l'Hambourg SV en 2007 et 2008. Ensuite plusieurs pays se disputent la troisième place avec des finales perdu (France, Espagne, Brésil).
| Rang | Club                | Victoires (éditions)                | Finales perdues |
| ---- | ------------------- | ----------------------------------- | --------------- |
| 1    | Italie              | 4 titres : 2009, 2010, 2011 et 2014 | 0               |
| 2    | Allemagne           | 2 titres : 2007 et 2008             | 1               |
| 3    | Iran                | 0                                   | 1               |
| -    | France              | 0                                   | 1               |
| -    | Espagne             | 0                                   | 1               |
| -    | Émirats arabes unis | 0                                   | 1               |
| -    | Brésil              | 0                                   | 1               |

## Palmarès individuel

### Personnalité la plus titrée

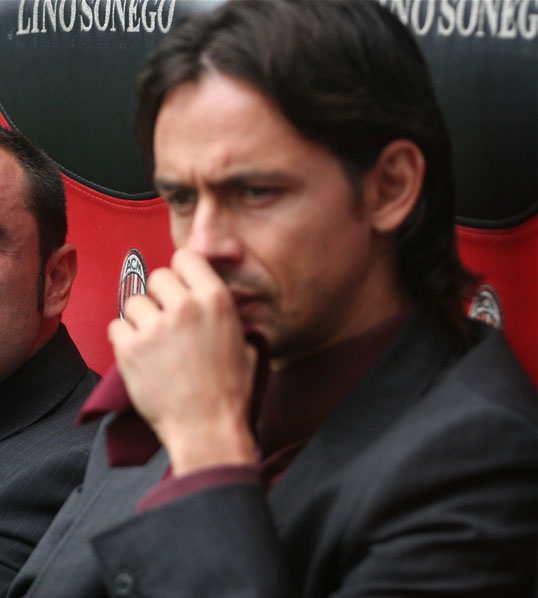
Filippo Inzaghi sur le banc d'entraineur

- Filippo Inzaghi (AC Milan) (4) :
- Champion de la Dubai Challenge Cup
  - En tant que joueur (3): 2009, 2010, 2011
  - En tant qu’entraîneur (1): 2014
- Soulier d'Or de la Dubai Challenge Cup (2) : 2010, 2011
- Meilleur joueur de la Dubai Challenge Cup : 2011
- Meilleur entraineur du Dubai Challenge Cup : 2014

### Meilleurs buteurs
- Ronaldhino (AC Milan): 2 buts (1 pénalty et un durant les tirs au but)
- Stephan El Shaarawy (AC Milan): 2 buts
- Paolo Guerrero (Hambourg SV): 2 buts
- Collin Benjamin (Hambourg SV): 2 buts

### Meilleurs joueurs
- Édition 2007 :  Paolo Guerrero (Hambourg SV)
- Édition 2008 :  Paolo Guerrero (Hambourg SV)
- Édition 2009 :  Ronaldinho (AC Milan)
- Édition 2010 :  Clarence Seedorf (AC Milan)
- Édition 2011 :  Filippo Inzaghi (AC Milan)
- Édition 2014 :  Stephan El Shaarawy (AC Milan)

### Soulier d'Or
- Édition 2007 :  Paolo Guerrero (Hambourg SV)
- Édition 2008 :  Collin Benjamin (Hambourg SV)
- Édition 2009 :  Ronaldinho (AC Milan)
- Édition 2010 :  Filippo Inzaghi (AC Milan)
- Édition 2011 :  Filippo Inzaghi (AC Milan)
- Édition 2014 :  Cristiano Ronaldo (Real Madrid)